# Kamienica przy ulicy Kiełbaśniczej 29 we Wrocławiu
Kamienica przy ulicy Kiełbaśniczej 29 – kamienica o średniowiecznym rodowodzie znajdujące się przy ul. Kiełbaśniczej we Wrocławiu; jedna z największych barokowych kamienic we Wrocławiu.

## Historia kamienicy
Najstarsze relikty murowanego budynku pochodzą z XIV wieku. Pod koniec XV wieku w miejsce wcześniejszej budowli wzniesiono trójskrzydłowy, dwukondygnacyjny dom. W pierwszym ćwierćwieczu XVI wieku kamienicę podwyższono o jedną kondygnację, a umieszczone w niej okna ozdobiono gotycko-renesanowymi obramieniami. W 1573 roku w północnej skrajnej osi wmontowano boniowany portal: na jego gzymsie wieńczącym umieszczono datę 1573.  
Na początku XVIII wieku wyburzono i wzniesiono nową lub przebudowano  kamienicę, nadając jej barokowy wystrój. Poddasze zostało zaadaptowane na czwartą kondygnację, nad którą umieszczono profilowany gzyms koronujący. Nad nim umieszczono szczyt w formie edikuli otoczonej wolutami i zwieńczony trójkątnym tympanonem wspartym na parach pilastrów. Pośrodku, w płycinie umieszczona została postać kobieca w antycznej szacie (Ceres).
Pod koniec XVIII lub w połowie XIX wieku fasadę budynku przerobiono, wprowadzając detale wczesnoklasycystyczne. Mniejsze przebudowy miały miejsce jeszcze w 1879 i w 1925 roku, kiedy to zlikwidowano pierwotne wejście do budynku, a nowe umieszczono w miejscu okna sąsiadującego z portalem.
W latach 80. XIX wieku kamienica wraz z sąsiednią nr 30 była własnością Leopolda Freunda. W nich znajdowała się siedziba redakcji gazety „Breslauer Morgenzeitung”.

## Po 1945 roku
Obecnie jest to dom szczytowy, czterokondygnacyjny i dwutraktowy. Jego pięcioosiowa fasada zakończona jest wolutowym szczytem z płyciną pośrodku otoczoną parą pilastrów i na trzech kondygnacjach artykułowana jest lizenami w wielkim porządku. Okna na drugiej i trzeciej kondygnacji są ozdobione klasycystycznymi kamiennymi obramieniami; nad oknami w osi środkowej drugiej i trzeciej kondygnacji znajdują się półkoliste naczółki wsparte na wspornikach wolutowych. Pozostałe okna mają naczółki trójkątne (druga kondygnacja) lub okapniki (trzecia kondygnacja) na konsoli. Na boniowanym parterze, w skrajnych osiach umieszczone zostały portale przy czym jeden, południowy, został zamurowany.
Budynki zostały wyremontowane w 1963 i w 2000 roku.  W 2002 roku zrekonstruowano detal szczytu fasady. Pod adresem Kiełbaśnicza 29 znajduje się czterogwiazdkowy hotel „Dwór Polski”.